# میانمار ایرویز اینترنشنال
میانمار ایرویز اینترنشنال (به انگلیسی: Myanmar Airways International) یک شرکت هواپیمایی با کد یاتا 8M است که در تاریخ ۱۹۴۶ میلادی تأسیس شده است. دفتر مرکزی میانمار ایرویز اینترنشنال در یانگون، میانمار واقع شده‌است و قطب این شرکت هواپیمایی در فرودگاه بین‌المللی یانگون قرار دارد و به ۹ مقصد، پرواز مستقیم انجام می‌دهد.